# Arthur Edward Ross
Pour les articles homonymes, voir Arthur Ross et Ross.
Arthur Edward Ross (9 juin 1870-15 novembre 1952) est un homme politique canadien de l'Ontario. Il est député fédérale conservateur de la circonscription ontarienne de Kingston de 1922 à 1925, ainsi que député conservateur de Kingston-City de 1925 à 1935.
Il est également député provincial conservateur de la circonscription ontarienne de Kingston (en) de 1911 à 1922. Il sert comme ministre sans portefeuille de septembre à novembre 1919.

## Biographie
Né à Cobden en Ontario, Ross étudie la médecine à l'Université Queen's et à l'Université d'Édimbourg. Il est conseiller municipal de Kingston de 1904 à 1907, ainsi que maire de la ville en 1908.
Il sert durant la seconde guerre des Boers et en tant qu'officier du 1er Canadian Field Ambulance durant la Première Guerre mondiale. Il atteint le rang de lieutenant-colonel et plus tard sert comme directeur et brigadier-général des Services médicaux pour le Corps expéditionnaire canadien. Ross est reconnu comme l'un des premiers à découvrir les mesures pour lutter contre le pied de tranchée, les effets du gaz moutarde, ainsi que le premier à utiliser des relais légers pour l'évacuation des blessés.
Ross sert comme recteur de l'Université Queen's de 1920 à 1924.

## Archives
Le fonds d'archives Arthur Edward Ross est disponible à Bibliothèque et Archives Canada sous le numéro de référence R2003.